# Марказ (адміністративно-територіальна одиниця)
Марказ — (араб. مركز) адміністративна одиниця Османської імперії другого рівня, «губернаторство».
Зараз використовується на територіях країн Близького Сходу, в адміністративних діленнях Єгипту та Саудівської Аравії.